# Független Jogász Fórum

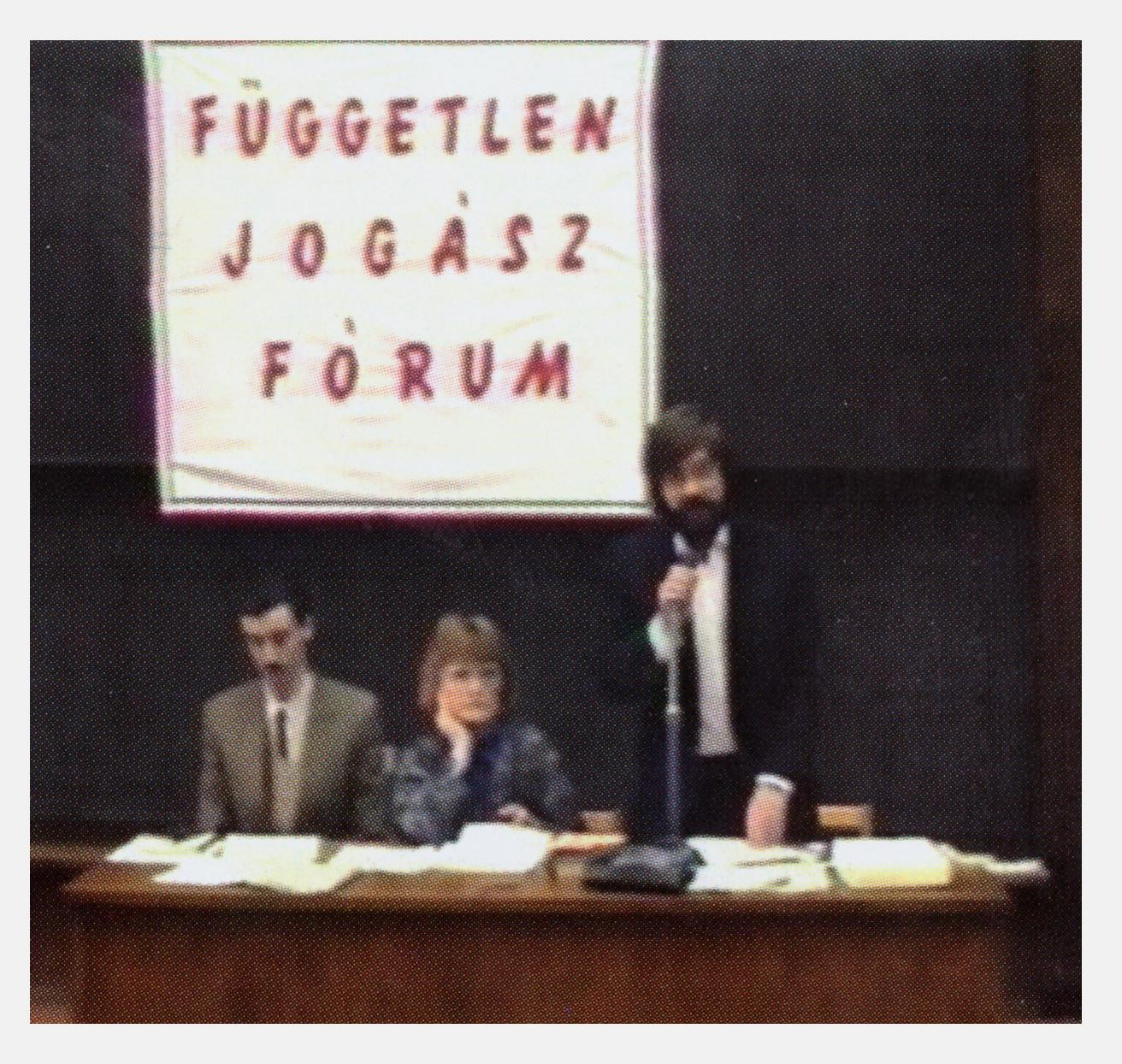
A Független Jogász Fórum alakuló ülése

A Független Jogász Fórum egy 1988-ban létrehozott civil szervezet, amelynek tevékenysége szorosan kapcsolódik a magyarországi rendszerváltás történetéhez.

## Megalakulása
Az 1988. november 5-én az ELTE Pollack Mihály téri épületében tartott tanácskozáson elfogadásra került a Független Jogász Fórum alapító felhívása, ezzel megalapítva a magyar jogászság közéleti és társadalmi szerepvállalását szorgalmazó szervezetet. A 135 fő részvételével zajló alapító ülést 7 budapesti ügyvéd (Bártfay Pál, Egressy András, Kónya Imre, Perlaki Erika, Richter Anna, Sándorfi György, Tóth László) hívta össze.

## Vezetői

### A rendszerváltást előkészítő időszak vezetői
Az FJF megválasztott tisztségviselői:
- Képviselő: Dr. Kónya Imre
- Helyettes képviselő: Dr. Bártfay Pál
- Jegyző: Dr. Sándorfi György

### Elnökei időrendi sorrendben
- Dr. Kónya Imre
- Dr. Bártfay Pál
- Dr. Mészáros Vilmos
- Dr. Horváth Sándor
- Dr. Sándorfi György
- Dr. Cservák Csaba

## A Független Jogász Fórum tevékenysége

### A rendszerváltást megelőző időszak
A rendszerváltást megelőző időszakot a Fórum közvetlen politikai szerepvállalása jellemezte. Az FJF közreműködött az Ellenzéki Kerekasztal létrejöttében, szakmai és politikai munkájával hozzájárult az ellenzék és az MSZMP közötti párbeszédhez, a rendszerváltás jogi hátterének kialakításához.

## Kronológia
- 1988. november 5.Az ELTE Polláck Mihály téri épületének Tükörtermében hét budapesti ügyvéd (Bártfay Pál, Egressy András, Kónya Imre, Perlaki Erika, Richter Anna, Sándorfi György, Tóth László) kezdeményezésére megtartott tanácskozáson 135 különböző szakágazathoz tartozó jogász elfogadja az Alapító  Felhívást, s ezzel létrejön a Független Jogász Fórum.
- 1988. november 27.: A Független Jogász Fórum a Jurta Színházban kb. 250 résztvevővel megtartja első érdemi tanácskozását az egyesülés, a gyülekezés és a választás jogáról. A tanácskozáson a 250 résztvevő állásfoglalást fogad el a választójogi, valamint az egyesülési és a gyülekezési törvénytervezetekről, továbbá a november 15-ei törvénytelenül betiltott és a rendőrség által szétvert szolidaritási felvonulásról. [3]
- 1989. január: A Független Jogász Fórum a november 27-ei tanácskozáson meghozott állásfoglalásának megfelelően egyszeri alkalomra szóló törvénytervezetet készít az előrehozott országgyűlési választásokról.
- 1989. január 14.: A Független Jogász Fórum tagsággal rendelkező társadalmi szervezetté alakul. Elfogadja alapító levelét és alapszabályát, megválasztja 21 tagú választmányát és tisztségviselőit.
- 1989. január 20.: A Független Jogász Fórum kibővített választmánya részletes nyilatkozatban fejti ki álláspontját az Új Márciusi Front Nemzeti Bizottság létrehozására irányuló javaslatáról.
- 1989. február 25. A Független Jogász Fórum állásfoglalást ad ki az Igazságügyminisztérium február 23-án nyilvánosságra hozott alkotmánykoncepciójáról, továbbá a „Sztrájkról és a Munkatörvényköve módosításáról” szóló törvénytervezetekről.
- 1989. február-március A Független Jogász Fórum részt vesz a március 15-ei ellenzéki demonstráció megszervezésére alakuló bizottságban és képviselője útján a bizottságnak a Kisrabló étteremben tartott megbeszélésein.
- 1989. március 15. A Független Jogász Fórum felhívást bocsát ki a magyarországi független politikai szervezetekhez, amelyben egy folyamatosan működő egyeztető fórum létrehozását javasolja, azzal, hogy szakmai segítségét ajánlja fel a Kerekasztal tevékenységének összehangolására. A Felhívást március 22-ére szóló meghívóval együtt az FJF képviselője megküldi a nyolc legfontosabb ellenzéki szervezetnek.
- 1989. március 21. A Független Jogász Fórum felhívása megjelenik a Magyar Nemzet című napilapban.
- 1989. március 22. Valamennyi meghívott szervezet – a Magyar Demokrata Fórum, a Szabad Demokraták Szövetsége, a Független Kisgazda-, Földmunkás- és Polgári Párt, a Magyarországi Szociáldemokrata Párt, a Magyar Néppárt, a Fiatal Demokraták Szövetsége, további a Bajcsy Zsilinszky Baráti Társaság, valamint a Független Szakszervezetek Demokratikus Ligája – eleget tesz az FJF meghívásának és elküldi képviselőit az ELTE Állam- és Jogtudományi Kar Büntetőjogi tanszékének könyvtárába, ahol a nyolc szervezet létrehozza az Ellenzéki Kerekasztalt.
- 1989. március 30. Az Ellenzéki Kerekasztal második ülésén Nyilatkozatot fogad el az MSZMP által kezdeményezett április 8-ai tanácskozáson való részvétel feltételeiről, ebben közli az MSZMP KB-val azt az igényét, hogy az Ellenzéki Kerekasztalban részt vevő pártokhoz intézett valamennyi értesítést az egyes szervezeteken kívül juttassák el „az Ellenzéki Kerekasztal tevékenységét összehangoló Független Jogász Fórumhoz” is. A nyilatkozatot az EKA az MSZMP KB. részére a Független Jogász Fórum útján kézbesítette, majd ezt követően nyilvánosságra hozta.
- 1989. április 7. Az Ellenzéki Kerekasztal Nyilatkozatot fogad el, amelyben részletesen megindokolja, hogy az április 8-ára meghívott szervezetek miért maradnak távol az MSZMP által szervezett tanácskozásról. Ugyanakkor kijelenti, hogy az MSZMP-vel kész az érdemi tárgyalások lefolytatására, amelynek "előkészítésére operatív bizottságot jelöl ki, és a Független Jogász Fórum útján várja az MSZMP KB ez irányú megkeresését". A Nyilatkozat közlésével az EKA a Független Jogász Fórum képviselőjét hatalmazta fel.
- 1989. április 8. Fejti György elzárkózik attól, hogy a Magyar Tudományos Akadémián megtartott tanácskozáson a Független Jogász Fórum képviselője személyesen ismertesse az Ellenzéki Kerekasztal Nyilatkozatát. Ezt követően az Ellenzéki Kerekasztal a Vörösmarty téri Gerbaud Cukrászdában nemzetközi sajtótájékoztatón ismerteti a tanácskozásról való távolmaradásának indokait.
- 1989. április 22. A Független Jogász Fórum tanácskozást tart az ELTE Jogi Karán és állásfoglalást fogad el a Büntető Törvénykönyv reformjáról.
- 1989. április 29. A Független Jogász Fórum állásfoglalást ad ki 1956. mártírjainak temetéséről, amelyben kiáll amellett, hogy Nagy Imre és társai újratemetésével egyidejűleg szimbolikusan adják meg a  végtisztességet a forradalom névtelen hőseinek is.
- 1989. május 1. A Liga által a Népligetben megszervezett ellenzéki majálison a zsúfolásig megtelt Jurta színházban az Ellenzéki Kerekasztal nyilvános fórumot tart, amelyen az EKA valamennyi tagszervezete egy-egy fővel képviselteti magát. A fórumot  a Független Jogász Fórum képviselője vezeti.
- 1989. május 16. A Független Jogász Fórum tanácskozást tart, amelyben többek között a cégek kötelező közzétételével kapcsolatos költségekről is állást foglal.
- 1989. június 3. Pécs: Fórum az FJF eddigi tevékenységéről és az alkotmányozási folyamatról.
- 1989. június 13. Megkezdődnek a parlamentben a háromoldalú politikai egyeztető tárgyalások (Nemzeti Kerekasztal) amelynek nyitó plenáris ülésén az Ellenzéki Kerekasztal szándéknyilatkozatát az FJF képviselője terjeszti elő.
- 1989. június 13 - szeptember 18. A háromoldalú tárgyalásokon a szakbizottságoknak az  Ellenzéki Kerekasztal részéről delegált tagjai sorában a Független Jogász Fórum választmányából három személy: Bártfay Pál, Kónya Imre és Kutrucz Katalin vesz részt.
- 1989. július 12. Az Egyesült Államok elnöke, George Bush magyarországi látogatása során megbeszélést folytat a magyarországi ellenzékkel is. A találkozón az Ellenzéki Kerekasztal szervezeteinek és a  Független Jogász Fórumnak egy-egy képviselője vesz részt.
- 1989. augusztus 28. A Független Jogász Fórum nyilatkozatot tesz közzé a NEXT 2000 Kft.-vel kapcsolatos MSZMP vagyonátmentési ügyében, amellyel összefüggésben az MSZMP korábbi terveiről lemondva, üdülőinek nem a tulajdonjogát, hanem csak kezelési jogát ruházza át egyszemélyes Kft-jére.
- 1989. szeptember 11. A Független Jogász Fórum Választmánya Nyilatkozatot ad ki, amelyben csatlakozik az MDF-nek a nemzeti vagyon széthordása elleni fellépéséhez, egyben felajánlja, hogy a független jogászok mozgósításával közreműködik a megfelelő jogi megoldások kidolgozásában.
- 1989. szeptember 16. A Független Jogász Fórum tanácskozást tart, amelyben áttekinti az Ellenzéki Kerekasztal és az FJF kapcsolatának alakulását, részletes állásfoglalásban értékeli az ellenzéki összefogás eddigi eredményeit, és határozottan állást foglal amellett, hogy az EKA várható megszűnését követően is szükség van az ellenzéki összefogás más formában történő fenntartására.
- 1989. szeptember 29. A Független Jogász Fórum – szeptember 11-ei nyilatkozatával összhangban – „Akadályozzuk meg az állami tulajdon széthordását” címmel tanácskozást tart, amelyen meghívottként – az EKA gazdasági szakértői mellett – részt vesz Sárközi Tamás miniszterhelyettes és Martonyi János privatizációs kormánybiztos is.
- 1989. október 1. A Független Jogász Fórum bejelenti csatlakozását az október 23.-a Bizottsághoz és Nyilatkozatban fejti ki álláspontját a Forradalom 33. évfordulójának méltó megünnepléséről.
- 1989. október 6. A Független Jogász Fórum választmánya – szeptember 16-ai tanácskozásán meghozott állásfoglalásával összhangban – ellenzéki politikai egyeztető fórum létrehozását javasolja az MDF, az SZDSZ, a Kisgazdapárt, a Szociáldemokrata Párt és  a FIDESZ vezető testületeinek írt levélben.
- 1989. november 10. A Független Jogász Fórum választmánya Nyilatkozatban foglal állást az alkotmánybíróságról szóló törvény helyes értelmezéséről, az Alkotmánybíróság tagjainak megválasztásával kapcsolatban.
- 1989. december 13. A Független Jogász Fórum tanácskozást tart a törvényes igazságtétel lehetőségeiről és szükségességéről, továbbá a kelet-közép-európai ellenzéki erők összefogásáról. Nyilatkozatban üdvözli az MDF kezdeményezését egy Közép-európai Fórum létrehozásáról és felhívja a többi ellenzéki pártot, hogy csatlakozzanak az MDF kezdeményezéséhez.
- 1989. december 14. A Független Jogász Fórum  ellenzéki választási etikai megállapodásra vonatkozó tervezetet  terjeszt elő az Ellenzéki Kerekasztal ülésén.
- 1990. január 3. A Független Jogász Fórum levélben fordul Németh Miklós miniszterelnökhöz az iratmegsemmisítések ügyében, amelyben felveti a kormányfő jogi felelősségét is.
- 1990. január 23. Az ELTE Jogi karának Büntetőjogi Tanszéke Könyvtárában megtartott többfordulós egyeztetést követően megszületik a konszenzus a Választási Etikai Kódex szövegében, amelyhez a választáson  részt vevő valamennyi párt csatlakozik. Az FJF által megszerkesztett szöveget a Magyar Közlönyben is közzéteszik.

## A rendszerváltást követő szakmai munka időszaka
1990. február 24.: A Független Jogász Fórum tanácskozáson értékelte a szabad választásokkal kialakuló új helyzetet, és „Kinek-kinek a maga helyén” – címmel állásfoglalást adott ki. Ebben megállapította, hogy a választásokkal az FJF életében lezárult az első szakasz, amelyben a Fórum közvetlen politikai szerepet vállalt, s bejelentette, hogy a tanácskozáson a Független Jogász Fórum úgy határozott, hogy a jövőben – az alapító levélben rögzített célok fenntartása mellett – tevékenységének súlypontját a szakmai munkára helyezi át.
Ettől kezdve a Független Jogász Fórum aktív tagjainak száma évről évre csökkent, rendezvényei ritkultak. 2006-ban a szervezet neve újra feltűnt a politikáról szóló hírekben, de maga a szervezet gyakorlatilag már nem működött. A 2010-es választások után a Független Jogász Fórum tevékenysége teljesen elhalt.